# Дрестунка
Дресту́нка — заповідне урочище місцевого значення в Україні. Об'єкт розташований на території Верховинського району Івано-Франківської області, неподалік від села Красник. 
Площа 27 га. Статус отриманий у 1988 році. Перебуває у віданні ДП «Верховинський лісгосп» (Красницьке л-во, кв. 29, вид. 4, 8, 10, 11). 
Статус надано для збереження корінних насаджень ялиці білої з домішками бука і ялини.